# 亚茨尼克
亚茨尼克（德語：Jatznick）是德国梅克伦堡-前波美拉尼亚州的市镇，隶属于前波美拉尼亚-格赖夫斯瓦尔德县。总面积为62.24平方千米，截至2023年12月31日总人口为2,178人。